# 東洋ピアノ製造
東洋ピアノ製造株式会社（とうようピアノせいぞう、英語：TOYO PIANO MFG. Co., LTD.）は、静岡県磐田市に本社を、浜松市中央区に本店を置くピアノメーカーである。ピアノの商標は英字大文字でAPOLLO。

## 概要
1933年（昭和8年）に浜松市で、技術者の石川隆巳と、財務担当の大谷藤四郎が「三葉楽器製作所」としてピアノ作りを始めた。
1948年（昭和23年）6月、東洋ピアノ製造株式会社として資本金100万円で設立。自社ブランドのAPOLLOピアノ製造の他、株式会社ピアノギャラリーを通じてスタインウェイピアノの正規特約店として販売事業も手掛けている。
また、日本ピアノグレード認定協会（PIARA）を通じて、PIARAピアノコンクールやPIARAピアノグレードの運営を行っている。

## ピアノブランド
- APOLLO（アポロ）
- Ger.APOLLO（ゲール・アポロ）
- CRISTOFORI（クリストフォリ）
- Vierge（ヴィエルジェ）
- BALLINDAMM（バリンダム）
- FRITZ KUHLA（フリッツ　クーラー）
- AIZENAHA（アイゼナハ）...他多数

## SSS（スリーエス）
SSS（Slide Soft System、スライドソフトシステム）は、技術開発担当佐藤勝が開発した、アップライトピアノのソフトペダルにグランドピアノと同等のハンマーをシフトする機構の名称である。
ピアノの3本のペダルのうち、左側のペダルはソフトペダル（または弱音ペダル）と呼ばれる機構が搭載されている。グランドピアノのソフトペダルは、ハンマー位置を数センチメートル右に移動して叩く弦の数を3本から2本に、2本から1本に、1本の弦はハンマーの端の柔らかい部分で叩くことにより弱音し、音色も変化させることができる。特にグランドピアノではその機構からシフトペダルとも呼ばれる。
一般に販売されているアップライトピアノのソフトペダルは、ハンマー位置を前に出して打弦距離を3分の1程度に短くするが、弱音効果も音色の変化も少ない。SSSではアップライトにグランドピアノと同等のハンマーシフト機構を搭載することを実現した。
また、SSSアクションのアップライトピアノは秒間最大打弦回数13回で、グランドピアノと同等の連打が可能である（通常アクションのアップライトピアノの秒間最大打弦回数は約7回）。

## 日本ピアノグレード認定協会（PIARA）
音楽教育振興を目的に東洋ピアノ製造が1989年4月に設立した。PIARA（ピアラ）は日本ピアノグレード認定協会の英称、PIAno Ranking Associationの略称である。全国に所在する支部を通じてピアノグレード試験とピアノコンクールを運営している。

### 運営事業
- PIARAピアノコンクール
- PIARAピアノグレード

### 支部・事務局
（）内は担当楽器店
- PIARA東京・神奈川支部（コンパルミュージック）
- PIARA横浜支部（横浜アオバ楽器）
- PIARA信越支部（サンピアン）
- PIARA名古屋支部（親和楽器）
- PIARA伊賀支部（ピアノの山口）
- PIARA北近畿支部（田中音友堂）
- PIARA岡山支部（山陽こだま楽器）
- PIARA広島支部（音楽館ピアノプラザ）
- PIARA愛媛支部（マツヤマ楽器）
- PIARA九州山口支部（アートミュージック）

## 沿革
- 1933年（昭和8年） - 静岡県浜松市で、技術者の石川隆巳と、財務担当の大谷藤四郎が「三葉楽器製作所」としてピアノ作りを始める。
- 1948年（昭和23年）6月 - 東洋ピアノ製造株式会社（本社：浜松市北寺島町、資本金：100万円）を設立。
- 1949年（昭和24年）10月 - 本社、工場を浜松市船越町（現在地）に移転。
- 1962年（昭和37年）4月 - 資本金を2500万円に増資。浜松市高丘町にオルガン専用工場を開設。
- 1963年（昭和38年）3月 - 資本金を5000万円に増資。
- 1964年（昭和39年）3月 - 資本金を8000万円に増資。
- 1978年（昭和53年）8月 - 磐田郡竜洋町（現：磐田市）に工場を開設。
- 1986年（昭和61年）2月 - SSSアップライトピアノ開発。
- 1989年（平成元年）4月 - 日本ピアノグレード認定協会（PIARA）を設立。
- 1991年（平成3年）3月 - アポロ調律芸術院（現在は業務終了）を設立。
- 1998年（平成10年）11月 - ハローキティピアノを発売。

## 関連会社・製造拠点

### 関連会社
- 株式会社ピアノギャラリー - STEINWAY & SONS正規特約店

### 工場
- 竜洋工場
- 上海工場
- ベトナム工場